# Thanh Mai, Thanh Oai
Thanh Mai là một xã thuộc huyện Thanh Oai, thành phố Hà Nội, Việt Nam.
Xã Thanh Mai có diện tích 5,46 km², dân số năm 1999 là 8.231 người, mật độ dân số đạt 1.508 người/km².

## Đình Mai
Đình làng Mai hay đình Nga My Hạ là di tích lịch sử cổ kính trên địa bàn xã Thanh Mai, đình thờ Hà Khôi đại vương là người có công giúp Đinh Bộ Lĩnh dẹp sứ quân Đỗ Cảnh Thạc cát cứ vùng Thanh Oai. Khi đi dẹp loạn 12 sứ quân qua đây, Đinh Bộ Lĩnh đã quân đóng trại trên đất làng Mai, nay là thôn Nga Mi Hạ và Nga Mi Thượng xã Thanh Mai, huyện Thanh Oai, Thành phố Hà Nội. Lễ hội làng Mai được mở hàng năm là lễ hội truyền thống lâu đời, có lịch sử hình thành từ thời Đinh.